# Europese PGA Tour 1995
Het 24ste seizoen van de Europese Tour bestond in 1995 uit 36 toernooien. Het Belgisch Open  stond van 1995-1997 niet op de agenda. Het seizoen was gelijk aan het kalenderjaar.
Scott Hoch won het Heineken Open op de Hilversumsche Golf Club. Hij was in Europa zo onbekend dat de journalisten niet wisten hoe zijn naam uitgesproken moest worden, totdat een televisie commentator zei "it rhymes with Coke, joke and choke".
John Daly behaalde in 1995 zijn enige Europese overwinning toen hij Costantino Rocca in de play-off van het Brits Open versloeg.
Er waren enkele meervoudige winnaars: 
- Fred Couples won de eerste twee toernooien;
- Bernhard Langer won het Brits PGA Kampioenschap, twee weken later de TPC of Europe en in het najaar het European Open in Ierland;
- Alex Cejka won de Turespaña Masters, het Oostenrijks Open en de Volvo Masters;
- Colin Montgomerie won het Volvo German Open en twee weken later de Trophée Lancôme.

## Kalender
| Data  | Data  | Toernooi                             | Baan                                      | Land             | Winnaar           | Score | Score | Info           |
| ----- | ----- | ------------------------------------ | ----------------------------------------- | ---------------- | ----------------- | ----- | ----- | -------------- |
| 19-01 | 22-01 | Dubai Desert Classic                 | Emirates Golf Club                        | V.A.E.           | Fred Couples      | 268   | -20   |                |
| 26-01 | 29-01 | Johnnie Walker Classic               | Orchard Golf & Country Club               | Filipijnen       | Fred Couples      | 277   | -11   |                |
| 09-02 | 12-02 | Turespana Iberia-Open de Canarias    | Golf del Sur                              | Spanje           | Jarmo Sandelin    | 282   | -6    |                |
| 16-02 | 19-02 | South African PGA Championship       | Wanderers Golf Club                       | Zuid-Afrika      | Ernie Els         | 271   | -9    | Nieuw toernooi |
| 23/02 | 26/02 | Open Mediterrania                    | Club de Golf Escorpión                    | Spanje           | Robert Karlsson   | 276   | -12   |                |
| 02-03 | 04-03 | Turespaña Masters Open de Andalucia  | Islantilla Golf Club                      | Spanje           | Alex Čejka        | 278   | -6    |                |
| 09-03 | 12-03 | Moroccan Open                        | Royal Golf Club Agadir                    | Marokko          | Mark James        | 275   | -13   |                |
| 16-03 | 19-03 | Portuguese Open                      | Penha Longa Golf Club                     | Portugal         | Adam Hunter       | 277   | -11   |                |
| 23-03 | 26-03 | Turespaña Open de Baleares           | Santa Ponsa Golf                          | Spanje           | Greg Turner       | 274   | -14   |                |
| 06-04 | 09-04 | Masters Tournament                   | Augusta                                   | Verenigde Staten | Ben Crenshaw      |       |       |                |
| 14-04 | 17-04 | Open Catalonia                       | Peralada Golf                             | Spanje           | Philip Walton     | 281   | -7    |                |
| 20-04 | 23-04 | Air France Cannes Open               | Golf de Cannes-Mougins                    | Frankrijk        | André Bossert     | 132   | -10   | 2 speelronden  |
| 04-05 | 07-05 | Conte of Florence Italian Open       | Golf le Rovedine                          | Italië           | Sam Torrance      | 269   | -19   |                |
| 11-05 | 14-05 | Benson & Hedges International Open   | St. Mellion International Resort          | Engeland         | Peter O'Malley    | 280   | -8    |                |
| 18-05 | 21-05 | Peugeot Spanish Open                 | Club de Campo Villa de Madrid             | Spanje           | Seve Ballesteros  | 274   | -14   |                |
| 26-05 | 29-05 | Volvo PGA Championship               | The Wentworth Club                        | Engeland         | Bernhard Langer   | 279   | -9    |                |
| 01-06 | 04-06 | Murphy's English Open                | Marriott Forest of Arden G & CC           | Engeland         | Philip Walton     | 274   | -14   |                |
| 08-06 | 11-06 | Deutsche Bank Open TPC of Europe     | Gut Kaden Golf und Land Club              | Duitsland        | Bernhard Langer   | 280   | -11   |                |
| 15-06 | 18-06 | US Open                              | Shinnecock Hills Golf Club                | Verenigde Staten | Corin Pavin       |       |       |                |
| 15-06 | 18-06 | Jersey European Airways Open         | La Moye Golf Club                         | Jersey           | Andrew Oldcorn    | 273   | -15   |                |
| 22-06 | 25-06 | Peugeot Open de France               | Le Golf National                          | Frankrijk        | Paul Broadhurst   | 274   | -14   |                |
| 29-06 | 02-07 | BMW International Open               | St. Eurach Land- und Golf Club            | Duitsland        | Frank Nobilo      | 272   | -16   |                |
| 06-07 | 09-07 | Murphy's Irish Open                  | Mount Juliet Golf Club                    | Ierland          | Sam Torrance      | 277   | -11   |                |
| 12-07 | 15-07 | Scottisch Open                       | Carnoustie Golf Links                     | Schotland        | Wayne Riley       | 276   | -12   |                |
| 20-07 | 23-07 | The Open Championship                | St Andrews Links                          | Schotland        | John Daly         | 282   | -6    |                |
| 27-07 | 30-07 | Heineken Dutch Open                  | Hilversumsche Golf Club                   | Nederland        | Scott Hoch        | 269   | -15   |                |
| 03-08 | 06-08 | Scandinavian Masters                 | Royal Drottningholms Golf Club            | Zweden           | Jesper Parnevik   | 270   | -10   |                |
| 10-08 | 13-08 | USPGA Championship                   | Riviera                                   | Verenigde Staten | Steve Elkington   |       |       |                |
| 10-08 | 13-08 | Hohe Brucke Open                     | Golfclub Herrensee                        | Oostenrijk       | Alex Čejka        | 267   | -21   |                |
| 17-08 | 20-08 | Chemapol Trophy Czech Open           | Royal Golf Club Mariánské Lázně           | Tsjechië         | Peter Teravainen  | 268   | -16   |                |
| 24-08 | 27-08 | Volvo German Open                    | Golfanlage Schloss Nippenburg             | Duitsland        | Colin Montgomerie | 268   | -18   |                |
| 31-09 | 03-09 | Canon European Masters               | Golf Club Crans-sur-Sierre                | Zwitserland      | Mathias Grönberg  | 270   | -18   |                |
| 07-09 | 09-09 | Trophée Lancôme                      | Golf de Saint-Nom-la-Bretèche             | Frankrijk        | Colin Montgomerie | 269   | -11   |                |
| 14-08 | 17-08 | Collingtree British Masters          | Collingtree Park Golf Club                | Engeland         | Sam Torrance      | 270   | -18   |                |
| 28-09 | 01-10 | Smurfit European Open                | The K Club                                | Ierland          | Bernhard Langer   | 280   | -8    |                |
| 05-10 | 08-10 | Mercedes German Masters              | Berliner Golf & Country Club Motzener See | Duitsland        | Anders Forsbrand  | 264   | -24   |                |
| 12-10 | 15-10 | Toyota World Match Play Championship | The Wentworth Club                        | Engeland         | Ernie Els         | -     | -     |                |
| 26-10 | 29-10 | Volvo Masters                        | Valderrama Golf Club                      | Spanje           | Alex Čejka        | 282   | -2    |                |

## Order of Merit

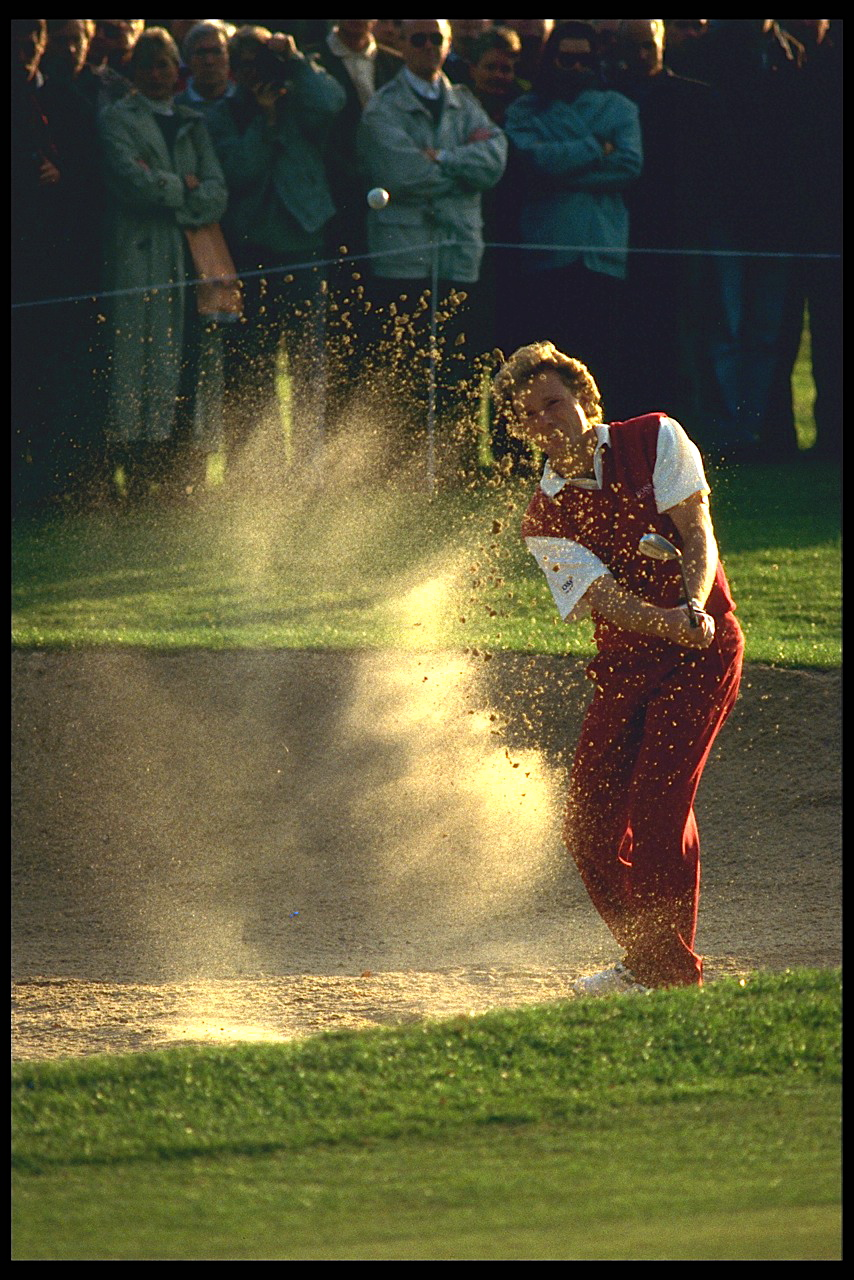
3-voudig winnaar Bernhard Langer

Het prijzengeld van de Volvo Order of Merit was in 1995 in Engelse ponden, maar wordt tegenwoordig in euro's weergegeven, vandaar dat het vreemde bedragen zijn.
| Rang | Speler            | Prijzengeld (€) |
| ---- | ----------------- | --------------- |
| 1    | Colin Montgomerie | 1.169.072       |
| 2    | Sam Torrance      | 1.057.989       |
| 3    | Bernhard Langer   | 918.196         |
| 4    | Costantino Rocca  | 722.848         |
| 5    | Michael Campbell  | 561.368         |
| 6    | Alex Cejka        | 431.361         |
| 7    | Mark James        | 416.329         |
| 8    | Barry Lane        | 398.169         |
| 9    | Anders Forsbrand  | 394.417         |
| 10   | Peter O'Malley    | 365.017         |

## Trivia
- Paul Broadhurst, Peter Mitchell en Mathias Gronberg speelden ieder 30 toernooien.